# Kanton Anses-d’Arlet
Kanton Anses-d’Arlet (fr. Canton des Anses-d’Arlet) – jeden z trzynastu kantonów okręgu Marin, który jest częścią departamentu zamorskiego Martynika. Stolicą, a zarazem jedynym miastem w kantonie jest Les Anses-d’Arlet.